# Iñaki Bolea
Iñaki Bolea Iribarren (San Sebastián, Guipúzcoa, 29 de octubre de 1962) es un exjugador y entrenador de hockey sobre hielo español. Sus años de jugador los desarrolló como centro/ala derecho y su único Club fue el C.H.H. Txuri Urdin I.H.T. de Donostia - San Sebastián; como entrenador, ha dirigido al C.H.H. Txuri Urdin I.H.T. en dos etapas y al C.H. Gasteiz de Vitoria - Gasteiz. Ha formado parte de la Selección Nacional como jugador (Temporada 1981-1982) y entrenador (2002-2003).

## Trayectoria deportiva

### Comienzos
Jugador de las categorías inferiores del C.H.H. Txuri Urdin I.H.T. desde el año 1975 en que comenzó la práctica del Hockey sobre Hielo; pasó por todas la categorías del equipo donostiarra consiguiendo numerosos títulos. 

### Carrera nacional jugador
Jugó como delantero, tanto centro como ala, y llevó el dorsal número 25.
Su debut en categoría absoluta se produjo en la Copa de Rey de la Temporada 1979-80 disputada en San Sebastián donde el Txuri se hizo con el título.
Continuó su carrera deportiva en el mismo Club y en la Temporada 1984-85 el Txuri armó un gran equipo con la participación de dos grandes jugadores polacos Swistak y Kozlowski con los que Iñaki Bolea formó la línea de ataque, realizando una gran temporada. Sin embargo, no pudo disputar el último encuentro de la Liga Nacional contra el C.H. Jaca, donde el Txuri se proclamó Campeón de Liga, debido a una lesión ocular que le obligó a retirarse de la práctica activa del Hockey sobre Hielo. Este año se perdió la disputa de la Copa de Europa disputada en Bolzano (Italia) y la participación en el Campeonato de Mundo disputado en Budapest (Hungría), para el que había sido seleccionado. 

### Carrera nacional entrenador

#### Primera etapa C.H.H. Txuri Urdin I.H.T.
En la Temporada 1985-86 se hizo cargo del equipo absoluto del C.H.H. Txuri Urdin I.H..T como entrenador, iniciando una exitosa carrera. En la actualidad es el entrenador con más partidos dirigidos y con más títulos en su haber del Hockey sobre Hielo español. 
La trayectoria comenzó en dicho año, alargándose en una primera fase hasta la Temporada 92 - 93, siendo Director Técnico del Club y entrenador de todas las categorías, consiguiendo numeroso títulos en categorías inferiores. En categoría absoluta alcanzó las ligas de las Temporadas 1989-90, 91-92 y 92-93 y las Copas del Rey de las Temporadas 89/90 y 90/91. El Txuri Urdin tenía una cantera impresionante y solo hacía falta tiempo para recoger sus frutos.

#### C.H. Gasteiz
En la Temporada 1996-97 fichó por el C.H. Gasteiz, obteniendo la mejor clasificación de este Club en la historia de la competición hasta ese instante; dirigió a jugadores que posteriormente tuvieron una gran trayectoria en el Hockey sobre Hielo nacional.

#### Segunda etapa C.H.H. Txuri Urdin I.H.T.
En la Temporada 97/98 fichó nuevamente por el Txuri como Director Técnico y entrenador, consiguiendo la Liga Nacional en las temporadas 98-99 y 99-00 y la Copa del Rey de la temporada 99-00. En la 00-01 se cerró este segundo ciclo. Una buena cantera y el fichaje de jugadores extranjeros en puestos claves fueron las claves del éxito.

### Carrera internacional jugador
En la Temporada 1981-82 debutó con la Selección Nacional en el Torneo premundial disputado en Budapest (Hungría) como preparación para el Campeonato del Mundo Grupo C de Jaca que se celebró en la pista oscense del 19 al 28 de marzo de 1982. En dicho mundial, los equipos participantes fueron Corea del Norte, Yugoslavia, Japón, Hungría, Bulgaria, Dinamarca y Francia. La Selección Nacional mantuvo la categoría obteniendo un 7º puesto por delante de Corea del Norte. Iñaki Bolea marcó un gol en el Campeonato. 

### Carrera internacional entrenador
En la Temporada 02-03 fue designado Coordinador Técnico F.E.D.I. y Seleccionador Equipo Nacional Absoluto obteniendo el tercer puesto (medalla de bronce) en el Campeonato del Mundo Absoluto División II A celebrado en Seúl (Corea del Sur). El equipo anfitrión subió de categoría clasificándose por delante de Yugoeslavia. Detrás de España se clasificaron Nueva Zelanda, Islandia y Méjico

### Otros
Presidente del C.H.H. TXURI URDIN I.H.T. las temporadas 2007-2008, 2008-2009 y 2009-2010.

## Palmarés

### Como jugador

#### CHH Txuri Urdin
- Superliga Española de Hockey Hielo: 1 (1983-84)
- Copa del Rey de Hockey Hielo: 1 (1979-80)

#### Selección española
- Séptimo puesto Campeonato del Mundo Grupo C Jaca 1982

### Como entrenador

#### CHH Txuri Urdin
- Superliga Española de Hockey Hielo: 5 (1989-90, 1991-92, 1992-93, 1998-99 y 1999-00)
- Copa del Rey de Hockey Hielo: 3 (1989-90, 1990-91 y 1999-00)

#### Selección española
- Tercer puesto Campeonato del Mundo División II Seúl 2003